# Атбасарський район
Атбаса́рський район (каз. Атбасар ауданы, рос. Атбасарский район) — адміністративна одиниця у складі Акмолинської області Казахстану. Адміністративний центр — місто Атбасар.

## Населення
Населення — 44137 осіб (2021; 50981 у 2009, 61009 в 1999, 76080 у 1989).
Національний склад (станом на 2016 рік):
- росіяни — 19055 осіб (38,18 %)
- казахи — 18453 особи (36,97 %)
- українці — 4096 осіб (8,21 %)
- німці — 2880 осіб (5,77 %)
- татари — 1066 осіб
- білоруси — 939 осіб
- чеченці — 877 осіб
- інгуші — 535 осіб
- азербайджанці — 441 особа
- башкири — 233 особи
- поляки — 180 осіб
- вірмени — 160 осіб
- удмурти — 149 осіб
- молдовани — 134 особи
- мордва — 134 особи
- марійці — 42 особи
- корейці — 41 особа
- інші — 499 осіб

## Історія
Район був утворений 28 вересня 1928 року. Станом на 1930 рік мав статус українського національного району.
10 березня 1932 року район увійшов до складу новоствореної Карагандинської області, 29 липня 1936 року — до складу новоствореної Північноказахстанської області.
14 жовтня 1939 року район увійшов до складу новоствореної Акмолинської області.
У період 1973-1988 років існував також Мариновський район.

## Склад
До складу району входять 1 міська та 2 сільські адміністрації, 11 сільських округів:
| Поселення                           | Площа, км² | Населення, осіб (1989) | Населення, осіб (1999) | Населення, осіб (2009) | Населення, осіб (2021) | Центр           | Населені пункти |
| ----------------------------------- | ---------- | ---------------------- | ---------------------- | ---------------------- | ---------------------- | --------------- | --------------- |
| Атбасарська міська адміністрація    | -          | 39163                  | 32288                  | 30436                  | 31434                  | Атбасар         | 1               |
| Борисовська сільська адміністрація  | -          | 1451                   | 1248                   | 1084                   | 792                    | Борисовка       | 1               |
| Новосельська сільська адміністрація | -          | 1980                   | 1537                   | 1117                   | 674                    | Новосельське    | 1               |
| Акана Курманова сільський округ     | -          | 2789                   | 2189                   | 1393                   | 753                    | Акана Курманова | 3               |
| Бастауський сільський округ         | -          | 1930                   | 1674                   | 1488                   | 1046                   | Бастау          | 1               |
| Макієвський сільський округ         | -          | 2123                   | 1695                   | 972                    | 605                    | Шуйське         | 2               |
| Мариновський сільський округ        | -          | 6069                   | 5101                   | 4128                   | 2210                   | Мариновка       | 3               |
| Покровський сільський округ         | -          | 2999                   | 1974                   | 1522                   | 945                    | Покровка        | 2               |
| Полтавський сільський округ         | -          | 1253                   | 1062                   | 1067                   | 797                    | Полтавка        | 2               |
| Сепеївський сільський округ         | -          | 3230                   | 2015                   | 1300                   | 910                    | Сепе            | 2               |
| Сергієвський сільський округ        | -          | 3560                   | 3132                   | 1711                   | 1154                   | Сергієвка       | 3               |
| Тельманський сільський округ        | -          | 2926                   | 2084                   | 1290                   | 770                    | Тельмана        | 2               |
| Шункиркольський сільський округ     | -          | 3934                   | 2699                   | 1787                   | 868                    | Новомариновка   | 2               |
| Ярославський сільський округ        | -          | 2673                   | 2311                   | 1686                   | 1179                   | Тимашевка       | 5               |

## Найбільші населені пункти
Населені пункти з чисельністю населення понад 1000 осіб:
| № | Населений пункт | Населення, осіб (1989) | Населення, осіб (1999) | Населення, осіб (2009) | Населення, осіб (2021) |
| - | --------------- | ---------------------- | ---------------------- | ---------------------- | ---------------------- |
| 1 | Атбасар         | 39 163                 | 32 288                 | 30 436                 | 31 434                 |
| 2 | Мариновка       | 4 615                  | 3 778                  | 3 024                  | 1 564                  |
| 3 | Бастау          | 1 930                  | 1 674                  | 1 488                  | 1 046                  |